# Algèbre d'un monoïde
Pour les articles homonymes, voir Algèbre (homonymie).
En algèbre, plus précisément en théorie des anneaux, l'algèbre d'un monoïde M sur un anneau commutatif A est la A-algèbre formée des combinaisons linéaires d'éléments de M, à coefficients dans A. Cette construction généralise celle des anneaux de polynômes et intervient, lorsque M est un groupe, dans la théorie de ses représentations et dans la définition de son homologie. Lorsque A est un anneau non commutatif, la même construction ne fournit pas une A-algèbre mais seulement un anneau.

## Définition
Soient A un anneau commutatif (unifère) et M un monoïde. On note AM le A-module des applications de M dans A. La A-algèbre de M, notée A[M], est le sous-module de AM constitué des applications de support fini (c'est-à-dire nulles sauf sur une partie finie de M), muni de la multiplication définie par :
Si l'on identifie chaque élément m de M avec la fonction caractéristique du singleton {m}, alors M s'identifie à une partie de A[M] et A[M] est le A-module libre de base M, muni du produit qui étend (par bilinéarité) la loi de monoïde de M. Plus explicitement, un élément de A[M] est noté
où les éléments fm sont presque tous nuls, et le produit de deux tels éléments est donné par :
Si M est un groupe, A[M] est appelée l'algèbre du groupe M.

## Exemples
- Si A est l'anneau ℤ des entiers relatifs, le groupe additif de A[M] est le groupe abélien libre sur M.
- Pour tout ensemble I, l'algèbre de polynômes A[(Xi)i∈I] est la A-algèbre du monoïde commutatif libre sur I, c'est-à-dire du monoïde M = ℕ(I) des applications de support fini de I dans ℕ (muni de l'addition naturelle), tandis que l'algèbre de polynômes en les mêmes variables, mais non commutatives, est l'algèbre du monoïde libre sur I.
- Toutes les A-algèbres, même commutatives et unifères, ne sont pas des algèbres de monoïdes. Par exemple si A est un corps de caractéristique différente de 2, la seule A-algèbre de monoïde de rang 2 est A[ℤ/2ℤ] ≃  A[X]/(X2 – 1) ≃ A[X]/(X2 – X) ≃ A⊕A, et A[X]/(X2) ne lui est pas isomorphe car elle possède un élément nilpotent non nul.

## Propriété universelle
A posteriori, A[M] peut être caractérisée (à isomorphisme près) par une propriété universelle : pour A fixé, le foncteur qui à M associe A[M] (de la catégorie des monoïdes vers celle des A-algèbres) est l'adjoint à gauche du foncteur d'oubli. A[M] est donc appelée la A-algèbre libre sur le monoïde M.

## Cas où l'anneau n'est pas commutatif
Si A n'est pas commutatif, A[M] n'est plus une algèbre sur A mais sur le centre de A. C'est donc en particulier un anneau.
C'est également un A-bimodule.